# (8471) Obrant
(8471) Obrant est un astéroïde de la ceinture principale.

## Description
(8471) Obrant est un astéroïde de la ceinture principale. Il fut découvert le 5 septembre 1983 à Naoutchnyï par Lioudmila Jouravliova. Il présente une orbite caractérisée par un demi-grand axe de 2,21 UA, une excentricité de 0,20 et une inclinaison de 5,3° par rapport à l'écliptique.

## Compléments